# Orsise Carayon
Orsise Carayon (* 21. Juli 1804 in Cabanès; † 30. März 1876 in Saint-Georges-des-Gardes) war ein französischer Zisterzienserabt des Klosters Aiguebelle.

## Leben
Der ehemalige Diözesanpriester Orsise Carayon wurde 1837 als Nachfolger von Étienne Malmy zum zweiten Abt der Zisterzienserabtei strengerer Observanz („Trappisten“) Aiguebelle gewählt und am 22. Juli 1838 von Erzbischof Célestin Dupont von Avignon benediziert. Er widmete sich in seiner Amtszeit der Überarbeitung der Konstitutionen und der Vergrößerung des Klosterbesitzes und führte eine strenge Regelobservanz ein. Wenige Jahre nach seinem Amtsantritt umfasste der Konvent 200 Mitglieder, sodass zwei Tochtergründungen unternommen werden konnten: Staouëli in Algerien (1843) und Neiges im Département Ardèche (1852).
Carayon resignierte 1852 und zog sich in das Kloster Bellefontaine zurück. 1858 ging er als Beichtvater zu den Trappistinnen im Kloster Blagnac und 1866 als Prior wieder nach Bellefontaine. Er starb 1876 als Hausgeistlicher im Kloster Gardes. 